# Люксембургская комиссия

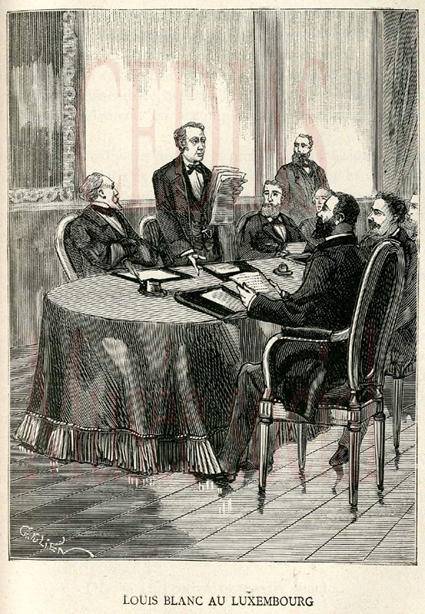
Луи Блан выступает на заседании Люксембургской комиссии

Люксембургская комиссия (фр. Commission du Luxembourg) — правительственная комиссия, созданная в ходе Революции 1848 года во Франции временным правительством Второй республики для решения социальных вопросов.
Под давлением рабочих Временное правительство приняло свои первые декреты с расплывчато-социалистическими декларациями, обещая «гарантировать рабочему его существование трудом», «обеспечить работу для всех граждан» и признавая за рабочими право и необходимость «ассоциироваться между собой, чтобы пользоваться законными плодами своего труда». Вместо министерства прогресса правительство постановило учредить «правительственную комиссию для трудящихся», которая должна была разрабатывать меры по улучшению положения рабочего класса.
Заседала комиссия под председательством Луи Блана, (секретарь - Франсуа Видаль) в марте — мае 1848 года в Люксембургском дворце (отсюда и название) в Париже. В состав Люксембургской комиссии входили делегаты от трудящихся, рабочих корпораций, представители предпринимателей и несколько учёных-экономистов.
Люксембургская комиссия, кроме разработки проектов решения рабочего вопроса, выступала также как согласительная комиссия в конфликтах между рабочими и работодателями (Луи Блан был последовательным сторонником классового компромисса, что заставило его осудить рабочие восстания как в июне 1848 г., так и впоследствии во время Коммуны). Были приняты декреты о сокращении на 1 час рабочего дня (до 10 часов в Париже и до 11 часов в провинции), о снижении цен на хлеб, о предоставлении рабочим ассоциациям миллиона франков, оставшегося от цивильного листа Луи-Филиппа, о возврате из ломбардов заложенных бедняками предметов первой необходимости, также планировалось национализировать железные дороги , шахты и банки, о приёме рабочих в национальную гвардию. Были созданы 24 батальона «мобильной гвардии» (так называемые «мобили»), в основном из маргинализованной рабочей молодежи 15—20 лет, на жалованье 1,5 франка в день; впоследствии она послужила ударной силой правительства при подавлении рабочих восстаний.
В том же году 16 мая комиссия прекратила свою деятельность.